# 27236 Millermatt
27236 Millermatt este un asteroid din centura principală de asteroizi.

## Descriere
27236 Millermatt este un asteroid din centura principală de asteroizi. A fost descoperit pe 7 septembrie 1999 la Socorro, New Mexico, în cadrul proiectului LINEAR. Asteroidul prezintă o orbită caracterizată de o semiaxă mare de 2,65 ua, o excentricitate de 0,07 și o înclinație de 3,4° în raport cu ecliptica.